# Bila (Ternopil)
Bila (ukrainisch Біла; russisch Белая Belaja, polnisch Biała) ist ein Dorf in der ukrainischen Oblast Ternopil mit etwa 3300 Einwohnern (2019).

Bila bei Ternopil 2014

Ortspanorama

Das in der zweiten Hälfte des 16. Jahrhunderts erstmals schriftlich erwähnte Dorf liegt im Norden der Stadt Ternopil am linken Ufer des Seret, einem linken Nebenfluss des Dnister, der im Süden der Ortschaft den Ternopil-Teich (Тернопільський став) bildet. Durch das Dorf, das eine Bahnstation an der Bahnstrecke Krasne–Odessa besitzt, verläuft die Regionalstraße P–39.

## Gemeinde
Am 27. Juli 2018 wurde das Dorf zum Zentrum der neugegründeten Landgemeinde Bila (Білецька сільська громада Bilezka silska hromada). Zu dieser zählten noch die 6 in der untenstehenden Tabelle aufgelisteten Dörfer, bis dahin bildete es zusammen die Landratsgemeinde Bila (Білецька сільська рада/Bilezka silska rada) im Zentrum des Rajons Ternopil.
Am 12. Juni 2020 kamen noch die 3 Dörfer Chomiwka, Ditkiwzi und Mschanez aus dem Rajon Sboriw zum Gemeindegebiet.
Folgende Orte sind neben dem Hauptort Bila Teil der Gemeinde:
| Name                     | Name             | Name                                  | Name             | Name |
| ukrainisch transkribiert | ukrainisch       | russisch                              | polnisch         |      |
| ------------------------ | ---------------- | ------------------------------------- | ---------------- | ---- |
| Chomiwka                 | Хомівка          | Хомовка (Chomowka)                    | Chomy            |      |
| Ditkiwzi                 | Дітківці         | Детковцы (Detkowzy)                   | Ditkowce         |      |
| Ihrowyzja                | Ігровиця         | Игровица (Igrowiza)                   | Ihrowica         |      |
| Iwatschiw Dolischnij     | Івачів Долішній  | Ивачев Долишний (Iwatschew Dolischni) | Iwaczów Dolny    |      |
| Iwatschiw Horischnij     | Івачів Горішній  | Ивачев Горишний (Iwatschew-Gorischni) | Iwaczów Górny    |      |
| Mschanez                 | Мшанець          | Мшанец                                | Mszaniec         |      |
| Plotytscha               | Плотича          | Плотыча                               | Płotycz          |      |
| Tschystyliw              | Чистилів         | Чистилов (Tschistilow)                | Czystyłów        |      |
| Welykyj Hlybotschok      | Великий Глибочок | Великий Глубочёк (Weliki Glubotschok) | Hłuboczek Wielki |      |

## Persönlichkeiten
Im Dorf gibt es im ehemaligen Wohnhaus von Salome Kruschelnytska ein Museum über sie. Ihre Schwester, die  Opern- und Konzertsängerin Hanna Kruschelnyzka (Ганна Амвросіївна Крушельницька; 1887–1965) kam in Bila zur Welt.